# Epocar SA
Epocar SA war ein Hersteller von Automobilen aus San Marino.

## Unternehmensgeschichte
Das Unternehmen aus Galazzano in der Gemeinde Serravalle begann unter der Leitung von Agostino Bruschi 1991 mit der Produktion von Automobilen. Etwa 1993 endete die Produktion. Laut Unternehmensangaben entstanden drei Fahrzeuge pro Monat, insgesamt etwa 30 Exemplare.

## Fahrzeuge
Das einzige Modell war der Epocar Symbol.

### Fahrgestell und Aufbau
Das Fahrzeug verfügte über ein Rohrrahmenfahrgestell. Es war ein Fahrzeug im Stile der 1930er Jahre. Zur Wahl standen Cabriolet und Coupé. Die Karosserie bestand aus Fiberglas.

### Motor, Getriebe und Fahrleistungen
Für den Antrieb sorgte ein Einbaumotor von Ford. Der Vierzylindermotor leistete aus 1993 cm³ Hubraum 72 PS. Das Getriebe hatte 5 Gänge. Die Höchstgeschwindigkeit war mit 155 km/h angegeben.

### Maße und Gewicht
Bei einem Radstand von 276 cm betrug die Fahrzeuglänge 444 cm, die Fahrzeugbreite 186 cm und die Fahrzeughöhe 143 cm. Das Leergewicht war mit 1000 kg angegeben.